# 凹塔螺科
凹塔螺科（學名：Retusidae），中國大陸作囊螺科:ix,166，是後鰓類支序頭楯目的一個海洋腹足綱後鰓類軟體動物的科，其物種皆為個體非常細小。按原來2005年的分類，本科屬於殼蛞蝓總科；根據2017年發表的新分類，本科改屬於棗螺總科。

## 屬
本科包括下列各屬：
- 梨螺属 Pyrunculus Pilsbry, 1895[5]
- Relichna Rudman, 1971
- 凹塔螺屬 Retusa T. Brown, 1827
- Sulcoretusa J. Q. Burch, 1945

異名：
- Clistaxis Cossmann, 1895 被認為是凹塔螺屬的異名。
- Coleophysis 被認為是凹塔螺屬的異名。
- Cylichnina Monterosato, 1884 被認為是凹塔螺屬的異名。
- Mamilloretusa F. Nordsieck, 1972 被認為是凹塔螺屬的異名。
- Sao H. Adams & A. Adams, 1854 accepted as Pyrunculus Pilsbry, 1895
- Sulcularia Dall, 1921 accepted as Sulcoretusa J.Q. Burch, 1945
- Utriculus T. Brown, 1844 被認為是凹塔螺屬的異名。

## 參考文獻

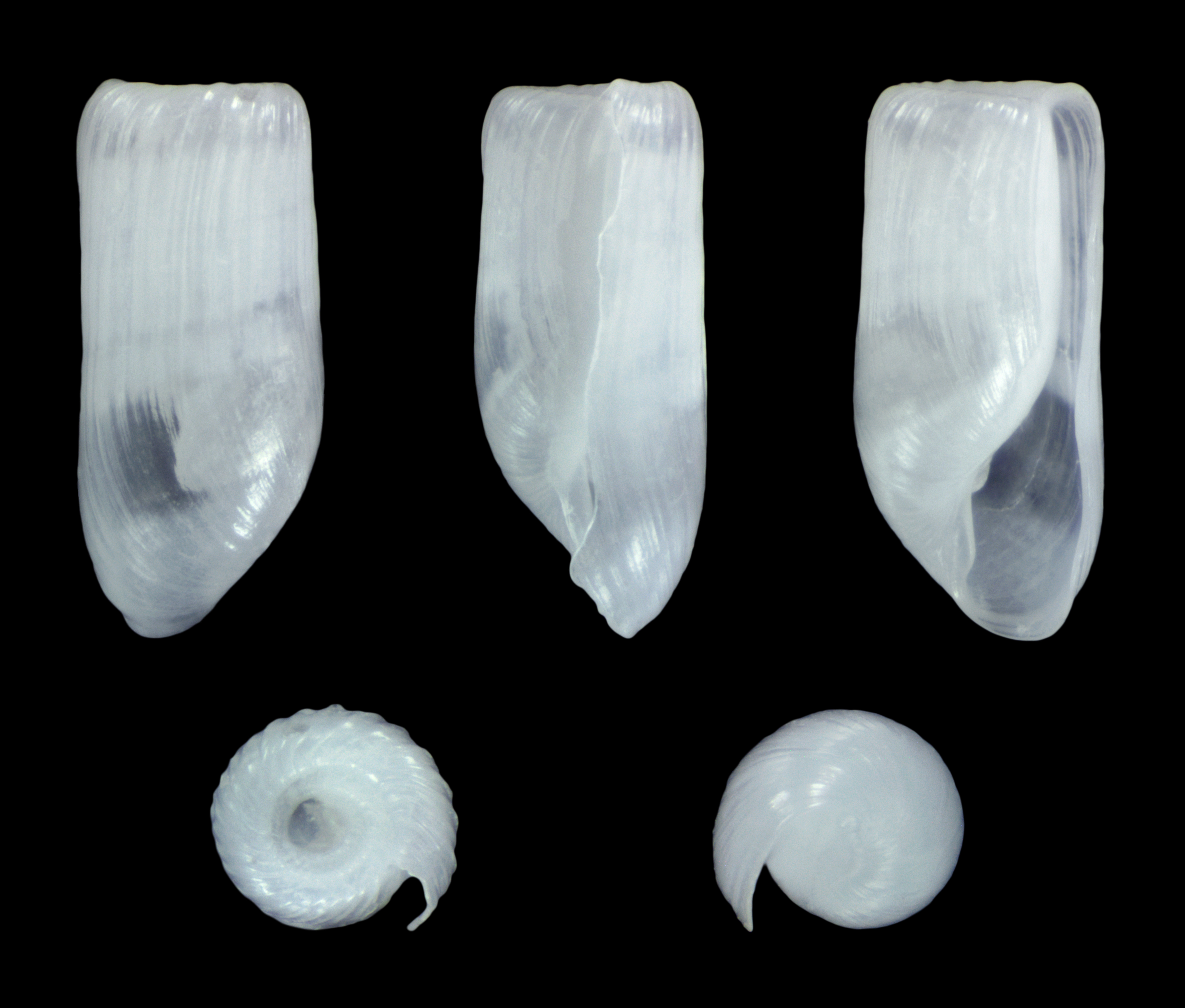
多個Retusa leptoeneilema的螺殼